# Epicauta inconstans
Epicauta inconstans là một loài bọ cánh cứng trong họ Meloidae. Loài này được Fischer de Waldheim miêu tả khoa học năm 1827.